# Murbeckiella pinnatifida
Murbeckiella pinnatifida là một loài thực vật có hoa trong họ Cải. Loài này được (Lam.) Rothm. mô tả khoa học đầu tiên năm 1939.